# مثالية ذاتية

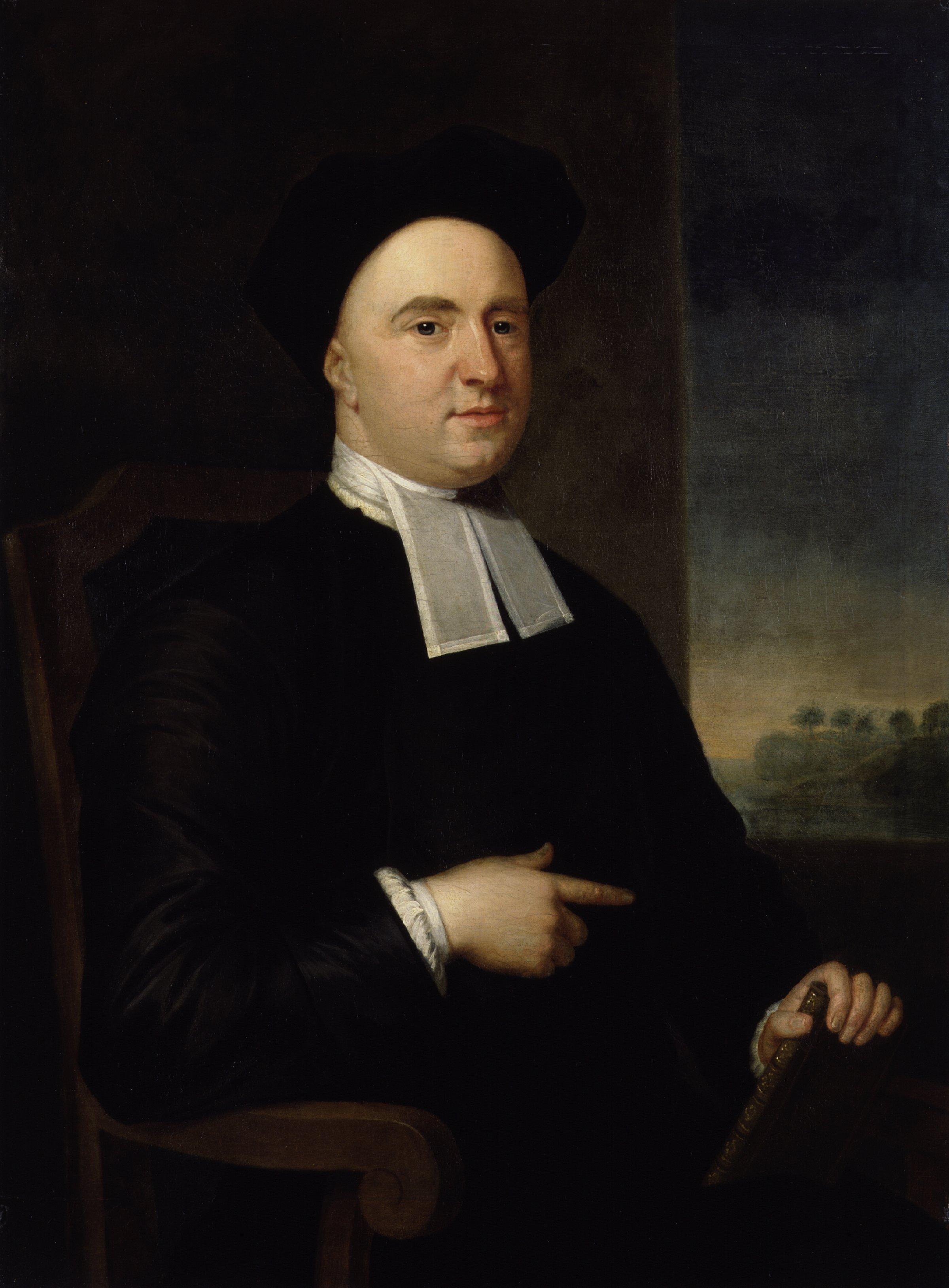
يعود الفضل لجورج بيركلي في تطوير فكرة المثالية الذاتية.

المثالية الذاتية، أو المثالية التجريبية هي عقيدة ميتافيزقية تتبع الفلسفة  الأحادية والتي تقول أن لا وجود إلا للعقل وللسياق العقلي. هي استتباع منطقي مرتبط باللامادية - أي المبدأ الذي يقول عن عدم وجود للأشياء المادية. ترفض المثالية الذاتية مبدأ لثنائية والأحادية المحايدة والمادية. وهي بالحقيقة عكس مبدأ المادية الإقصائية - وهو المبدأ الذي يقول عن عدم وجود  الظواهر العقلانية (مثل المشاعر والمعتقدات أو الرغبات) إذ أنها محض أوهام.

## نظرة عامة
المثالية الذاتية هو مزيج من الظاهراتية أو التجريبية (والتي تعطي مكانة خاصة لما يستدرك على الفور)، مع المثالية (التي تمنح مكانة خاصة للعقلانية). تنفي المثالية عن وجود أي شيء خارج العقل، في حين أن ظاهراتية تعمل على تقييد العقلية التجريبية. وبالتالي، تكون المثالية الذاتية هي تحديد عقلي لما هو واقع في العالم من خلال التجربة العادية بدلا من ربطها بالعالم الوحدوي الروحاني مثل وحدة الوجود أو المثالية المطلقة. يعتبر هذا الشكل من أشكال المثالية «غير الموضوعية» لا لنكرانه عن وجود واقع موضوعي، ولكنه لأنه يؤكد أن هذا الواقع  يعتمد اعتمادا كليا على تصور من ينظرون إليها.
يعتبر ممارسي اليوغاكارا، من المدرسة الهندية البوذية، أول من اعتمد افكار المثالية الذاتية والذين لخصوا التجربة الشخصية بتيار من التصورات الذاتية. وصلت المثالية الذاتية إلى أوروبا في القرن 18 عبر كتابات جورج بيركلي، الذي جادل بأن فكرة الواقع المستقل عن العقل هي فكرة غير متماسكة، وخلص بالتالي إلى أن العالم يتكون من عقول البشر ومن الله. قام فلاسفة لاحقون بنقد الفكوة. رفض عمانوئيل كانط أفكار بيركلي اللامادية واستبدلها بالمثالية المتعالية التي ترى أن العقل مستقل وموجود في العالم ولكن لا يمكن تمييزه في حد ذاته. ومنذاك الوقت. بقيت اللمادية نادرة التداول وتداخلت بشكل جزئي مع حركات مثل الظاهراتية والذاتية والمنظورية.

## للإستزادة
- لاكونية
- لامادية
- توافق الواقع
- تقسيم الخط
- السبب الأول
- مادية
- الرسالة السابعة
- كبير شكل